# Hermann Zoll
Hermann Zoll (* 1643 in Kassel; † 7. Februar 1725 in Marburg) war ein deutscher Jurist.

## Leben
Hermann Zoll studierte am Pädagogium seiner Heimatstadt Kassel. Anschließend schrieb er sich in verschiedenen Rechtsschulen ein: 1659 an der Universität in Rinteln, 1661 an der Universität Franeker und danach an der Universität Duisburg. Ab 1664 war er Dozent an der Universität Marburg, wo er – nach seiner Promotion 1666 durch die Universität Rinteln zum Doktor beider Rechte (Dr. iuris utriusque) – 1674 zum ordentlichen Professor der Institutiones und bald darauf auch zum Advokaten sowie im Jahr 1679 zum Professor des kanonischen Rechts ernannt wurde. 1686 rückte er zum Professor primarius und als solcher zum Professor Codicis et Feudalis auf. 1700 wurde er Regierungsrat und 14 Jahre später zum Ältesten Rath an die Spitze der fürstlich Rintelnschen Regierung berufen, womit er zum Oberhaupt von Rinteln wurde. Er starb hochbetagt im Alter von 82 Jahren am 7. Februar 1725 in Marburg.

Zoll schrieb zahlreiche Programme, Disputationen und  Tractate wie „De exceptione non numeratae pecuniae“ und „Kauf hebt Miethe nicht auf“, durch die er in eine heftige literarische Fehde mit seinem Kollegen Zaunschliffer in Marburg geriet.